# Cas Hollingsworth contra Perry
El Cas Hollingsworth contra Perry (en anglès: Hollingsworth v. Perry) van ser una sèrie de casos dels tribunals federals dels Estats Units que van legalitzar el matrimoni entre persones del mateix sexe en l'Estat de Califòrnia. El cas va començar en 2009 en el Tribunal de Districte dels Estats Units per al Districte Nord de Califòrnia, que va determinar que la prohibició del matrimoni entre persones del mateix sexe viola la igualtat de protecció de la llei. Aquesta decisió va anul·lar la Proposició 8, que havia prohibit el matrimoni entre persones del mateix sexe. Després que l'Estat de Califòrnia es negués a defensar la Proposició 8, els promotors oficials de la mateixa van intervenir i van apel·lar a la Cort Suprema. El cas es va litigar durant els governs tant d'Arnold Schwarzenegger com de Jerry Brown, per la qual cosa es va conèixer com a Perry contra Schwarzenegger i Perry contra Brown, respectivament. Com Hollingsworth contra Perry, va arribar finalment al Tribunal Suprem dels Estats Units, que va sostenir que, d'acord amb els precedents, els promotors oficials d'una mesura d'iniciativa de votació no tenien dret, en virtut de l'Article III, a apel·lar una sentència adversa d'un tribunal federal quan l'Estat es negava a fer-lo.
L'efecte de la sentència va ser que el matrimoni homosexual a Califòrnia es va reprendre en virtut de la decisió del judici del Tribunal de Districte a partir de 2010. Altres troballes de la decisió del judici, incloent les conclusions de fet del Jutge Vaughn Walker, continuen controlant el precedent per a futurs casos rellevants. El cas va ser registrat en la Cort Suprema en 570 U.S. 693 (2013) (Expedient nº12-144).

## Mocions relacionades
El jutge Walker es va retirar al febrer de 2011 i el 6 d'abril va dir als periodistes que és gai i ha estat en una relació amb un mèdic home durant uns deu anys. El 25 d'abril, els partidaris de la Proposició 8 van presentar una moció en el tribunal de districte per a anul·lar la decisió de Walker. Van argumentar que ell hauria d'haver-se recusat o haver revelat el seu estat de relació, i tret que "negués qualsevol interès a casar-se amb la seva parella", tenia "un interès personal directe en el resultat del cas". El Jutge Cap del Tribunal de Districte James Ware va escoltar els arguments de la moció el 13 de juny i la va negar l'endemà. Ware va escriure en la decisió:
| « | Exigir la recusació perquè un tribunal va emetre un manament judicial que podria proporcionar algun benefici futur especulatiu al jutge president únicament sobre la base del fet que el jutge pertany al col·lectiu contra la qual es dirigia la llei inconstitucional conduiria a una norma de l'article 455 b) 4) que exigia la recusació dels jutges de la minoria en la majoria, si no en tots, els casos de drets civils. El Congrés no podria haver tingut la intenció d'un estatut de recusació tan inviable. | » |

Els partidaris de la Proposta 8 van apel·lar aquesta decisió davant el Novè Circuit. El 21 de novembre de 2011, el tribunal va consolidar aquesta apel·lació amb l'apel·lació de mèrits. El tribunal d'apel·lacions en la seva decisió del 7 de febrer de 2012, no va trobar evidència de parcialitat per part de Walker i va rebutjar els arguments que es recusés a si mateix.
El 19 de setembre de 2011, Ware va ordenar que es fessin públiques les cintes de vídeo del judici, que els defensors-interventors havien tractat de mantenir en secret. El Novè Circuit va suspendre la publicació dels vídeos en espera de l'apel·lació, i va escoltar els arguments orals sobre l'apel·lació el 8 de desembre de 2011. El 2 de febrer de 2012, el tribunal va decidir que els vídeos havien de romandre segellats. Escrivint per al panell, Reinhardt va escriure: "El jutge del judici en diverses ocasions va prometre inequívocament que l'enregistrament del judici s'usaria només en les càmeres i no es transmetria públicament. ... Revocar les garanties del Jutge Principal Walker després que els proponents hagin confiat raonablement en elles causaria un greu mal a la integritat del procés judicial".
A l'abril de 2017, una emissora local de notícies de l'àrea de la badia de San Francisco, KQED, va presentar una moció davant el Tribunal de Districte perquè es desbloquegessin les cintes de vídeo del judici de 2010. La Cort planeja mantenir el segell fins al 12 d'agost de 2020.